# Đội đặc nhiệm CID
Đội đặc nhiệm CID (tên gốc: CID) là một loạt phim truyền hình Ấn Độ thuộc thể loại hình sự được thực hiện bởi SET India và Fireworks Production do B. P. Singh làm đạo diễn và sản xuất. Bộ phim có sự tham gia của các diễn viên như Shivaji Satam, Aditya Srivastava, Dayanand Shetty, Dinesh Phadnis và Narendra Gupta. Bối cảnh chính của bộ phim đặt tại Mumbai, bang Maharastra, Ấn Độ. Bộ phim đã được phát sóng lên đến 20 năm và cũng chính là loạt phim Bollywood phát sóng lâu nhất tại Ấn Độ. Bộ phim cán mốc 500 tập vào ngày 18 tháng 1 năm 2008, 1000 tập vào ngày 13 tháng 9 năm 2013 và 1500 tập vào ngày 25 tháng 2 năm 2018 và tập cuối của phim được phát sóng vào ngày 27 tháng 10 năm 2018.
Bộ phim cũng từng phát sóng tại Việt Nam. Phần 1 của phim phát sóng từ ngày 12 tháng 8 năm 2017 và kết thúc vào ngày 11 tháng 9 năm 2019 trên kênh Echannel, từ ngày 1 tháng 5 năm 2019 và kết thúc vào ngày 28 tháng 9 năm 2021 trên kênh THVL3. Phần 2 của phim phát sóng từ ngày 9 tháng 1 năm 2022 và kết thúc vào ngày 11 tháng 8 năm 2022 trên kênh Echannel.

## Nội dung
Đội đặc nhiệm CID xoay quanh cuộc điều tra các vụ án hình sự của Cục điều tra tội phạm CID (có trụ sở chính tại Mumbai, bang Maharashtra, Ấn Độ). Thanh tra trưởng Pradyuman (Shivaji Satam), Thanh tra phó Abhijeet (Aditya Srivastava), Thanh tra Daya (Dayanand Shetty) và Thanh tra Fredericks (Dinesh Phadnis) là một bộ tứ sĩ quan ưu tú. Họ là những người không ngại hiểm nguy để truy vết bọn tội phạm đến cùng, mang trong lòng một trái tim quả cảm, cùng niềm tin bất diệt vào sự trường tồn của hai từ "công lý". Cùng sự hỗ trợ của các thanh tra Shreya (Janvi Chheda), Purvi (Ansha Sayed) và Pankaj (Ajay Nagrath), sự giúp đỡ của các chuyên gia pháp y là Tiến sỹ Salunkhe (Narendra Gupta) – Trưởng phòng pháp y và Tarika (Shraddha Musale) để phá các vụ án phức tạp và quan trọng, tiêu biểu là các vụ án giết người.

## Diễn viên

### Diễn viên chính
- Shivaji Satam trong vai Thanh tra trưởng Pradyuman (1998–2018).[5]
- Aditya Srivastava trong vai Thanh tra phó Abhijeet (1998, 1999–2018).[6]
- Dinesh Phadnis trong vai Thanh tra Fredricks (1998–2018).
- Dayanand Shetty trong vai Thanh tra Daya (1998–2018).[7]
- Narendra Gupta trong vai Tiến sĩ pháp y Salunkhe (1998–2003, 2005, 2007–2018).[8]

### Diễn viên phụ
- Ashutosh Gowariker trong vai Thanh tra Virendra (1998–1999).[9]
- Afshan Khan trong vai Thanh tra viên Mridula (1998).[10]
- Ashwini Kalsekar trong vai Thanh tra viên Asha (1998–2004).[11]
- Mouli Ganguly trong vai Tiến sĩ pháp y Amrita (2002).
- Shweta Kawatra trong vai Tiến sĩ pháp y Niyati Pradhan (2003, 2005–2007).
- Mandeep Bhandar trong vai Tiến sĩ pháp y Vrinda Wagle (2003–2004).
- Mona Ambegaonkar trong vai Tiến sĩ Anjalika Deshmukh (2004–2005).
- Rahil Azam trong vai Nakul Pradyuman, còn có tên khác là Rajeev (2004–2005, 2015).[12]
- Smita Bansal trong vai Thanh tra Aditi (2004–2005).
- Kavita Kaushik trong vai Thanh tra viên Anushka (2005–2006).[13]
- Rajeev Khandelwal trong vai Thanh tra trưởng Prithviraj (2005, 2007).[14]
- B. P. Singh trong vai Tổng thanh tra Shamsher Singh Chitrole (2005–2016).
- Vivek V. Mashru trong vai Thanh tra Vivek (2006–2012).
- Amar Upadhyay trong vai Thanh tra Rishi (2006).
- Priya Wal trong vai Tiến sĩ Nyla Rajadhyaksha (2006–2007).
- Alka Verma trong vai Thanh tra Muskaan (2006–2007).
- Shraddha Musale trong vai Tiến sĩ pháp y Tarika (2007–2018).
- Megha Gupta trong vai Thanh tra viên Devyana (2007–2008).[15]
- Parinita Seth trong vai Thanh tra viên Kaveri (2008).
- Jimmy Kunal Nanda trong vai Thanh tra viên Lavanya (2008–2009).
- Vaishnavi Dhanraj trong vai Đặc vụ Tasha Kumar (2009–2010).
- Hrishikesh Pandey trong vai Thanh tra Sachin (2010–2016).[16]
- Jasveer Kaur trong vai Thanh tra viên Kajal (2010–2012).
- Manini Mishra trong vai Tiến sĩ Sonali Barwe (2010–2011).
- Abhay Shukla trong vai Thanh tra viên Nikhil (2010–2016).[16]
- Ansha Sayed trong vai Thanh tra Purvi (2011–2018).
- Janvi Chheda trong vai Thanh tra Shreya (2012–2016, 2018).
- Ajay Nagrath trong vai Thanh tra Pankaj (2012–2018).
- Vikas Kumar trong vai Thanh tra Rajat (2012–2013).
- Maninder Singh trong vai Thanh tra Dushyant Hemraj (2014).
- Gaurav Khanna trong vai Thanh tra Kavin (2014).
- Tanya Abrol trong vai Thanh tra viên Jaywanti Shinde (2014–2016).[16]
- Deepak Shirke trong vai Thanh tra trưởng Digvijay (2012–2013).
- Pooja Khatri trong vai Thanh tra viên Ishita (2014–2016).
- Vivana Singh trong vai Chuyên gia mạng Ritu (2017–2018)
- Yagya Bhasin trong vai Arjun (2018)
- Shweta Salve trong vai Giám sát viên Sheetal (2018).

Cùng một số diễn viên khác...

### Diễn viên khách mời
- Pavan Malhotra tromg vai Jeevan[17] (1999)
- Abhijeet Sawant trong vai Chính mình (2005)
- Sadashiv Amrapurkar trong vai Subbu (2005)
- Baba Sehgal trong vai Chính mình (2006)
- Salman Khan trong vai Chính mình (2009; 2014)
- R. Madhavan trong vai Chính mình (2009)
- Avantika Shetty trong vai Mansi (2009) và Ruhi (2009)
- Sajid Khan trong vai Chính mình (2009)
- Mahek Chahal trong vai Chính mình (2009)
- Rituraj Singh trong vai Deven, Hiten (2009)
- Inder Kumar trong vai Chính mình (2009)
- Sarfaraz Khan  trong vai Chính mình (2009)
- Yami Gautam trong vai Ananya (2010)
- Lavanya Tripathi trong vai Sakshi (2010)
- Nikhil Guharoy trong vai Vijay (2009), Aman (2009), Anuj (2010), Sid (2011),  Nitin (2011),  Kunal (2012), Rishi (2013), Tiến sĩ Harshit (2013), Arun (2013), Hardik (2014), Sarthak, Randhir, Sundar và Vikram.
- Mahesh Manjrekar trong vai H.D. (Harpez Dongara) (2010)
- Dino Morea trong vai Nitin (2010), chính mình (2011)
- Emraan Hashmi trong vai Chính mình (2010), đạo diễn Abraham (2011) và Raghuram "Raghu" Rathore trong bộ phim Mr. X (2015).[18][19]
- Sonalika Prasad trong vai Sheela trong "Jhagdalu Aurat" (2015)
- Prachi Desai trong vai Chính mình (2010)[18]
- Rani Mukerji trong vai Chính mình (2011)
- Imran Khan trong vai Chính mình (2013)
- Sunny Deol trong vai Saranjeet Singh Talwar (2013) và Ajay Mehra (2016)
- Rashami Desai trong vai Sakshi[20] (2014)
- Jimmy Sheirgill trong vai Vishnu Sharma (2014)
- Anu Malik trong vai Chính mình (2014)
- Jas Arora trong vai Sunny / Pathan
- Jackky Bhagnani trong vai Abhimanyu Kaul (2014)
- Varun Dhawan trong vai Chính mình (2015)
- Ali Asgar trong vai Chính mình[21] (2015)
- Shah Rukh Khan trong vai Chính mình (2015)[22]
- Sushant Singh Rajput trong vai Byomkesh Bakshi (2015)[23]
- Anand Tiwari trong vai Ajit Kumar Bandhopadhyay (2015)[23]
- Diganth trong vai Chính mình (2015)
- Rahul Dev trong vai Katori Damta[24] (2016)
- Gauri Tonk trong vai Dolly Harpez Dongara[24] (2016)
- Abbas–Mustan trong vai Chính họ (2017)
- Kiara Advani trong vai Chính mình (2017)
- Tigmanshu Dhulia trong vai Barbosa, tên thủ lĩnh cầm đầu Băng đảng Con Mắt (2018)

## CID 111 - The Inheritance
CID 111 - The Inheritance (tạm dịch là: CID 111 - Quyền thừa kế) là một tập phim điện ảnh nằm trong loạt phim Đội đặc nhiệm CID. Vào ngày 7 tháng 11 năm 2004, tập phim này đã được Sách Kỷ lục Guinness và Sách Kỷ lục Limca của Ấn Độ công nhận là tập phim dài nhất với 111 phút (1 tiếng và 51 phút phát sóng) mà không bị cắt một cảnh quay nào. Đạo diễn, biên kịch, nhà sản xuất B. P. Singh nói rằng "mọi người dân Ấn Độ đều cảm thấy tự hào vì chưa có một vị đạo diễn nào làm được điều này".

### Diễn viên
- Kay Kay Menon trong vai Vinod Sagar
- Rajendranath Zutshi trong vai Johnson
- Avinash Wadhawan trong vai Kishore
- Kruttika Desai trong vai Ketki
- Mukesh Rawal trong vai Vishwanath
- Kunal Tavri trong vai Kapil
- Seema Pandey trong vai Sharmila
- Swati Anand trong vai Susheela
- Sharmilee Raj trong vai Reena
- Swati Mitra trong vai Loveleen
- Jaydutt Vyas trong vai Bhargav
- Shahid Khan trong vai Raghu
- Tirthesh Thakkar
- Mayur Bhavsar

## Sản xuất

### Quá trình sản xuất
Đội đặc nhiệm CID do B. P. Singh làm đạo diễn và sản xuất. Vai chính của phim lần lượt do Shivaji Satam, Aditya Srivastava và Dayanand Shetty thủ vai. Phim lấy bối cảnh chính tại Mumbai, bang Maharashtra, Ấn Độ. Trong suốt thời gian phát sóng, bộ phim đã được ghi hình trên khắp Ấn Độ. Ngoài ra, bộ phim còn có một số bối cảnh quay khác ở một số quốc gia như: Anh, Pháp, Thụy Sĩ, Uzbekistan...

### Ngừng phát sóng
Bộ phim bất ngờ được nhà đài công bố kết thúc vào ngày 27 tháng 10 năm 2018, ngay sau khi tập cuối của phim lên sóng. Tin đồn về việc bộ phim đã ngừng phát sóng trong khi tuyên bố chính thức của nhà sản xuất SET India cho biết, bộ phim sẽ tạm ngừng phát sóng trong 3 tháng để khởi động lại bộ phim. Hơn nữa, có một số thông tin cho rằng, "Đội đặc nhiệm CID" vẫn chưa kết thúc, nhưng sẽ quay trở lại trong một khoảng thời gian nhất định. Các nhà sản xuất vẫn chưa nhận được bất kỳ lá thư nào chứng minh rằng họ vẫn còn hợp đồng với bộ phim. Nhưng không có bất cứ thông báo nào xác nhận bộ phim sẽ quay trở lại sau khoảng thời gian đó. Nam diễn viên Dayanand Shetty, người đã vào vai Thanh tra Daya trong bộ phim này cho biết, bộ phim sẽ không phát sóng trở lại. Ông nói rằng:
| “                 | Không! Tôi không nghĩ rằng bộ phim sẽ trở lại. Tôi từng nghĩ bộ phim có thể sẽ quay trở lại. Không có một thời gian nào để nghỉ ngơi. Đó chỉ là một sự thuận tiện để kết thúc bộ phim một cách trọn vẹn. | ” |
| — Dayanand Shetty | |   |

## Các sáng kiến khác
Vào ngày 7 tháng 7 năm 2006, một chương trình tìm kiếm tài năng trên toàn quốc mang tên Operation Talaash (tạm dịch: Chiến dịch Talaash) được triển khai nhằm chọn ra một diễn viên vào vai sĩ quan mới gia nhập vào đội đặc nhiệm CID. Chiến dịch này chấm dứt vào ngày 1 tháng 9 năm 2006, khi nam diễn viên Vivek V. Mashru, lúc đó 23 tuổi, được chọn để vào vai một thanh tra cùng tên anh.
Năm 2010, SET India đã phát động sáng kiến "CID: Gallantry Awards" (tạm dịch là: "CID: Giải thưởng dũng cảm") nhằm khuyến khích và tôn vinh những hành động dũng cảm trong đời sống xã hội nhân dịp kỷ niệm 60 năm Ngày thành lập nước Cộng hòa Ấn Độ. Giai đoạn thứ hai của sáng kiến này diễn ra vào ngày 23 tháng 1 năm 2011. Giai đoạn thứ ba và thứ tư lần lượt diễn ra vào các ngày 1 tháng 4 năm 2012 và 14 tháng 4 năm 2013.
Vào ngày 10 tháng 7 năm 2015, kênh Sony TV quyết định phát động cuộc thi Shaatir Lekhar, bao gồm 3 mẩu chuyện chưa hoàn chỉnh đã được công bố. Thí sinh dự thi được yêu cầu hoàn chỉnh một trong 3 mẩu chuyện trên. Cuộc thi kết thúc vào ngày 26 tháng 7 năm 2015. Mẩu chuyện giành chiến thắng đã xuất hiện trong các tập phim của Đội đặc nhiệm CID và giải thưởng cũng được trao tặng cho người chiến thắng. Từ tổng số bài dự thi, ban tổ chức đã chọn ra 3 thí sinh giành chiến thắng, mỗi người được chọn một mẩu chuyện. 3 người chiến thắng sẽ được công bố trong các tập tiếp theo của Đội đặc nhiệm CID vào ngày 1 tháng 9 năm 2015.

## Đón nhận
Vào ngày 7 tháng 11 năm 2004, bộ phim điện ảnh "CID: The Inheritance" (tạm dịch là: "CID: Quyền thừa kế" đã được Sách Kỷ lục Guinness và Sách Kỷ lục Limca của Ấn Độ công nhận là tập phim dài nhất với 111 phút (1 tiếng và 51 phút phát sóng) mà không bị cắt một cảnh quay nào.

### Phản ứng của khán giả và các phương tiện thông tin đại chúng
Trang Rediff đánh giá bộ phim ở mức 4.5 / 5 sao và tuyên bố rằng: 
| “            | "Phần lớn công lao cho bộ phim "Đội đặc nhiệm CID" thuộc về đạo diễn B. P. Singh và dàn diễn viên của bộ phim, đặc biệt là nghệ sĩ Shivaji Satam, người đã vào vai Thanh tra trưởng Pradyuman trong bộ phim" | ” |
| — Rediff.com | |   |

 Rediff cũng tuyên bố rằng: 
| “            | "Các diễn viên của phim, hoặc ít nhất là dàn diễn viên chính đã tham gia bộ phim kể từ khi phim lên sóng lần đầu tiên vào năm 1998, nổi tiếng đến mức họ đã trở thành những gương mặt quen thuộc với khán giả." | ” |
| — Rediff.com | |   |

 Cây bút Rahul Hegde của trang này đưa ra bảng xếp hạng tương đương, cho biết thêm: 
| “             | "Dòng phim trinh thám, hình sự, phá án đang ngày càng phát triển mạnh mẽ." | ” |
| — Rahul Hegde |                                                                            |   |

Trang The Times of India cũng tuyên bố rằng: 
| “                    | "Đội đặc nhiệm CID" đã lôi kéo khán giả bằng những vụ án đầy cam go và thử thách, đồng thời bộ phim cũng nổi tiếng với nhiều thú vui khác nhau trên thế giới mạng. | ” |
| — The Times of India | |   |

## Phát sóng tại Việt Nam
Bộ phim được phát sóng tại Việt Nam với tổng số tập là 1079 hoặc 1089. Phần 1 của phim phát sóng từ ngày 12 tháng 8 năm 2017 và kết thúc vào ngày 11 tháng 9 năm 2019 trên kênh Echannel với độ dài 878 tập, từ ngày 1 tháng 5 năm 2019 và kết thúc vào ngày 28 tháng 9 năm 2021 trên kênh THVL3 với độ dài 876 tập. Phần 2 của phim phát sóng từ ngày 9 tháng 1 năm 2022 và kết thúc vào ngày 11 tháng 8 năm 2022 trên kênh Echannel với độ dài 203 tập.

## Giải thưởng và đề cử

### Giải thưởng Truyền hình Ấn Độ
| Năm  | Hạng mục                                    | (Người) đề cử                                      | Kết quả   | Nguồn  |
| ---- | ------------------------------------------- | -------------------------------------------------- | --------- | ------ |
| 2002 | Phim truyền hình xuất sắc nhất              | —                                                  | Đoạt giải | [ 38 ] |
| 2002 | Nam diễn viên xuất sắc nhất                 | Shivaji Satam                                      | Đoạt giải | [ 39 ] |
| 2003 | Nam diễn viên xuất sắc nhất                 | Shivaji Satam                                      | Đoạt giải | [ 40 ] |
| 2004 | Phim truyền hình xuất sắc nhất              | —                                                  | Đoạt giải | [ 38 ] |
| 2004 | Biên kịch xuất sắc nhất                     | Rajat Arora                                        | Đoạt giải |        |
| 2004 | Nam diễn viên xuất sắc nhất                 | Shivaji Satam                                      | Đề cử     |        |
| 2004 | Bộ phim kinh dị xuất sắc nhất               | —                                                  | Đoạt giải |        |
| 2004 | Đạo diễn xuất sắc nhất                      | B. P. Singh                                        | Đoạt giải |        |
| 2005 | Phim truyền hình xuất sắc nhất              | —                                                  | Đề cử     |        |
| 2005 | Phim cuối tuần xuất sắc nhất                | —                                                  | Đề cử     |        |
| 2005 | Nam diễn viên xuất sắc nhất                 | Aditya Srivastava                                  | Đề cử     |        |
| 2006 | Phim truyền hình xuất sắc nhất              | —                                                  | Đề cử     |        |
| 2006 | Phim cuối tuần xuất sắc nhất                | —                                                  | Đoạt giải |        |
| 2006 | Nam diễn viên xuất sắc nhất                 | Aditya Srivastava                                  | Đề cử     |        |
| 2009 | Biên kịch xuất sắc nhất                     | Christabella d'Souza, Santosh Shetty, Tanmay Singh | Đề cử     |        |
| 2009 | Phim cuối tuần xuất sắc nhất                | —                                                  | Đoạt giải |        |
| 2009 | Giám đốc sáng tạo xuất sắc nhất             | Christabella d'Souza, Santosh Shetty               | Đề cử     |        |
| 2009 | Phim kinh dị xuất sắc nhất                  | —                                                  | Đề cử     |        |
| 2012 | Phim truyền hình xuất sắc nhất              | —                                                  | Đề cử     |        |
| 2012 | Phim cuối tuần xuất sắc nhất                | —                                                  | Đề cử     |        |
| 2012 | Phim hình sự, phá án, kinh dị xuất sắc nhất | —                                                  | Đoạt giải |        |
| 2013 | Phim truyền hình xuất sắc nhất              | —                                                  | Đề cử     |        |
| 2013 | Phim kinh dị xuất sắc nhất                  | —                                                  | Đề cử     |        |
| 2013 | Phim cuối tuần xuất sắc nhất                | —                                                  | Đoạt giải |        |
| 2014 | Phim cuối tuần xuất sắc nhất                | —                                                  | Đoạt giải |        |
| 2015 | Phim cuối tuần xuất sắc nhất                | —                                                  | Đoạt giải |        |
| 2015 | Phim truyền hình xuất sắc nhất              | —                                                  | Đề cử     |        |

### Giải thưởng Hàn lâm Truyền hình Ấn Độ
| Năm  | Hạng mục                              | (Người) đề cử     | Kết quả   | Nguồn  |
| ---- | ------------------------------------- | ----------------- | --------- | ------ |
| 2002 | Phim truyền hình xuất sắc nhất        | —                 | Đoạt giải | [ 41 ] |
| 2003 | Phim kinh dị xuất sắc nhất            | —                 | Đoạt giải |        |
| 2004 | Biên kịch xuất sắc nhất               | Rajat Arora       | Đoạt giải | [ 42 ] |
| 2004 | Đạo diễn xuất sắc nhất                | B. P. Singh       | Đoạt giải | [ 43 ] |
| 2004 | Phim kinh dị xuất sắc nhất            | —                 | Đoạt giải |        |
| 2005 | Nam diễn viên phản diện xuất sắc nhất | Makrand Deshpande | Đoạt giải | [ 44 ] |
| 2010 | Phim truyền hình xuất sắc nhất        | —                 | Đoạt giải | [ 43 ] |
| 2015 | Phim truyền hình xuất sắc nhất        | —                 | Đoạt giải |        |
| 2017 | Phim truyền hình xuất sắc nhất        | —                 | Đoạt giải |        |

### Giải Vàng
| Năm  | Hạng mục                        | (Người) đề cử   | Kết quả   | Nguồn  |
| ---- | ------------------------------- | --------------- | --------- | ------ |
| 2011 | Nam diễn viên phụ xuất sắc nhất | Dayanand Shetty | Đoạt giải | [ 45 ] |
| 2012 | Nam diễn viên xuất sắc nhất     | Shivaji Satam   | Đoạt giải | [ 46 ] |
| 2018 | Đại sảnh Danh vọng              | Dayanand Shetty | Đoạt giải | [ 47 ] |

### Giải thưởng Ấn tượng của Trẻ em Nickedoleon
| Năm  | Hạng mục                             | (Người) đề cử     | Kết quả | Nguồn  |
| ---- | ------------------------------------ | ----------------- | ------- | ------ |
| 2013 | Phim truyền hình được yêu thích nhất | —                 | Đề cử   |        |
| 2013 | Nam diễn viên được yêu thích nhất    | Dayanand Shetty   | Đề cử   |        |
| 2013 | Nam diễn viên được yêu thích nhất    | Aditya Srivastava | Đề cử   |        |
| 2016 | Phim truyền hình được yêu thích nhất | —                 | Đề cử   |        |
| 2016 | Nam diễn viên được yêu thích nhất    | Dayanand Shetty   | Đề cử   |        |
| 2021 | Nam diễn viên được yêu thích nhất    | Shivaji Satam     | Đề cử   | [ 48 ] |